# غالدهوبيغن
غالدهوبيغن هو أعلى جبل في النرويج، إسكندنافيا وأوروبا الشمالية بارتفاع 2.469 م فوق سطح البحر.